# Хоенцолерн (замък)
Замъкът Хоенцолерн (на немски: Burg Hohenzollern) е замък, намиращ се на около 50 км южно от Щутгарт, Германия. Смятан е за резиденцията на династията Хоенцолерн, които трупат власт още от Средновековието и властват на Прусия и Бранденбург до края на Първата световна война.
Замъкът се намира на връх Хоенцолерн, издигащ се на 855 м над морското равнище над Хехинген и близкия Бисинген, намиращи се в полите на Швабските Алпи.
Замъкът е първоначално построен в първата част на XI век. Унищожен е напълно след 10-месечна обсада през 1423 г. от имперските градове на Швабия. Втори по-голям и по-здрав бива построен в от 1454 до 1461 г. Той служи за убежище за швабските Хоенцолерни по време на война, какъвто е случаят през унищожителната Тридесетгодишна война. Към края на XVIII обаче се смята, че замъкът е изгубил своята стратегическа значимост и постепенно изпада в застой, което води до разрушаването на няколко застрашително занемарени сгради. Днес от средновековния замък е останала само черквата. Благодарение на Крал Вилхелм I, брат на Фредерик Вилхелм IV, замъкът е построен отново  през 1867. Понеже Хоенцолерн е построен единствено с цел да бъде паметник на династията, нито един член от знатното семейство не живее там до 1945 г., когато става дом на последния пруски Вилхелм Пруски. Той и съпругата му - кронпринцеса Сесил, са погребани в замъка.
Сред историческите артефакти от пруската история, намиращи се в замъка днес, са короната на Вилхелм II, някои лични вещи на Фридрих Велики и писмо от американски президент Джордж Вашингтон, в което той благодари на барон фон Щойбен - потомък на Хоенцолерните, за неговото участие в Американската война за независимост. В днешни дни замъкът е популярна туристическа дестинация.